# Bondo (stad i Kenya)
Bondo är huvudort i distriktet Bondo i provinsen Nyanza i Kenya. Centralorten hade 14 745 invånare vid folkräkningen 2009, med totalt 39 224 invånare inom hela stadsgränsen.